# Dores do Indaiá
Dores do Indaiá é um município brasileiro do estado de Minas Gerais. De acordo com o Censo do Instituto Brasileiro de Geografia e Estatística (IBGE) de 2022, possuía uma população de 12 630 habitantes e uma densidade demográfica de 11,4 hab/km².

## História
Na segunda metade do século XVIII caracterizou-se por um movimento de expansão nos povoados da capitania, resultado justamente do empobrecimento das minas. Quatro irmãos, Amaro da Costa Guimarães, José da Costa Guimarães, João da Costa Guimarães e Joaquim da Costa Guimarães obtiveram sesmarias, em 1785, no território justamente ocupado hoje pelo município de Dores do Indaiá. Em seus pedidos, todos se diziam moradores ali “há mais de vinte anos”. No de Amaro da Costa Guimarães, porém, este se dizia “primeiro povoador” daquele sertão. Amaro tinha sua sesmaria entre o Rio São Francisco, Ribeirão das Antas e Ribeirão do Jorge; as terras de João ficavam além das de Amaro, a partir do ribeirão das Antas.  José estabeleceu-se mais adiante, além do Ribeirão dos Porcos, incluindo parte do território do atual município de Estrela do Indaiá; Joaquim fixou-se entre as terras de João e as de José, em território que se prolongava até o sopé da serra, atingindo parte do território do atual município de Serra da Saudade.
Houve anterior tentativa de povoamento, que não deixou raízes. O  abridor do caminho de Pitangui a Paracatu, em 1736, obteve, com data de 1738, uma sesmaria que ficou entre o Ribeirão das Antas e dos Veados, fundando o sítio que ele denominou Pé de Serra. Provavelmente a hostilidade do gentio (ainda existe, perto da cidade, um local denominado Tapuias) impediu que essa primeira tentativa frutificasse.
Outros fazendeiros, nas duas últimas décadas do século XVIII, aí se foram estabelecendo: Manuel da Costa Mascarenhas, Manuel Batista Gomes, Antônio Pereira de Castro, Teodósio Cardoso de Aguiar, Manuel Martins, Manuel Joaquim de Souza, José Gomes de Moura, etc. Nos últimos anos do século XVIII, um grupo de fazendeiros decidiu levantar uma capela: Mariano Ferreira do Amaral, Antônio de Souza Fernandes, Albino José Pinto Coelho, Manuel Lino Fiúza, Manuel Alves Cirino e outros discutiram longamente o assunto, cada qual pleiteando a honra de doar o patrimônio ou a comodidade de ter a capela nas proximidades da fazenda. Chegou a ser iniciada a construção na fazenda de Santa Fé, onde um córrego conserva o nome de Córrego “da Matriz”. Mas a maioria optou por outro local mais acessível a todos, justamente em terras de Manuel Correia de Souza, que foi o doador do patrimônio. Construída a capela dedicada a Nossa Senhora das Dores, por volta de 1798 ou 1799, lentamente se foi formando o arraial. Por ato de 16 de julho de 1803, foi nomeado primeiro guarda-mor substituto das terras e águas minerais do distrito da Capela de Nossa Senhora das Dores, João da Costa Bicudo. Arruinada esta capela e criada a paróquia pelo Bispo de Pernambuco, em 1805, foi dado início à construção de outra igreja, tendo por orago São Sebastião.
O arraial denominava-se Boa Vista. Apesar do que se vê em certas publicações, não houve ato criando o distrito, termo já empregado em 1803, no ato de nomeação do primeiro guarda-mor substituto. Apenas a lei N° 52, de 9 de abril de 1836, determinou: “Ficam reduzidos a um, no município de Pitangui, os distritos de Nossa Senhora do Indaiá. Foi este arraial o foco liberal, onde se centralizou, na zona, o movimento em favor da Revolução Liberal de 1842, que tomou parte ativa no movimento e seus chefes foram presos de armas na mão.
A lei N° 472, de 31 de maio de 1850, elevou-o a vila, criando o município desmembrado do de Pitangui. Mas a lei exigia que os moradores construíssem, à sua custa, o prédio para Câmara e Cadeia. E como a construção não fora providenciada, a lei N° 524, de 23 de setembro de 1851, suprimiu a vila de Dores do Indaiá. Pouco depois, a lei N° 623, de 30 de maio de 1853, restaurou a vila, que foi instalada a 2 de dezembro de 1854. Compreendia, então, o município de Dores do Indaiá a freguesia de Dores do Indaiá, com os distritos da sede, Tiros, Quartel Geral do Espírito Santo do Indaiá, Marmelada, São Sebastião do Pouso Alegre (São Gotardo) e a freguesia de Dores do Indaiá, com os distritos de Morada Nova e Areado.
Com a ascensão dos conservadores o poder (1868), os chefes políticos deste parido, em Pitangui, pleitearam e conseguiram fosse a sede da vila transferida para Abaeté (lei N° 1635, de 15 de setembro de 1870). Com isto, queriam impedir a vitória dos liberais, de que Dores do Indaiá continuava sendo foco. Em Abaeté, havia três líderes conservadores que prometiam vitória para o partido no município. Alguns anos depois, morre uns dos chefes conservadores da Assembleia Provincial, conseguiram então voltasse a sede da vila para Dores do Indaiá. Assim, surgiu a lei N° 2651, de 4 de novembro de 1880, criando novamente o município e elevando Dores do Indaiá a vila. A lei N° 3333, de 8 de outubro de 1885, elevou Dores do Indaiá à categoria de cidade.
Instalando o novo município, teve como primeiro Presidente da Câmara e Agente Executivo Municipal, Narciso Pereira da Costa. A lei N° 843, de 7 de setembro de 1923, mudou a denominação para Indaiá; com a reação do povo do lugar, voltou a denominação antiga – Dores do Indaiá – com a lei N° 921, de 24 de dezembro de 1926. Fica na zona do Alto São Francisco. O município só tem o distrito da sede.
Em 16 de agosto de 2014, um morador do município ganhou, sozinho, na Mega Sena acumulada em 44 milhões de reais.

## Geografia
O município de Dores do Indaiá está localizado no centro-oeste de Minas Gerais, na latitude 19° 27' 46" S e longitude 45° 36' 07" O. 
A região de Dores do Indaiá tem características muito específicas do ambiente morfoclimático do cerrado. A vegetação predominante é o Cerrado, em geral se localiza nas regiões de clima menos úmido e solos pouco férteis, sendo que os solos mais férteis se localizam próximo ao perímetro urbano ou próximo a rios ou córregos. A rede hidrográfica está inserida à Bacia do São Francisco, cujo rio corta o município.
O relevo predominante são os planaltos, que se localizam na depressão São-Franciscana – entre as rochas proterozoicas do Planalto do Espinhaço e os Planaltos Mesozoicos. A área municipal apresenta pequena variação topográfica, variando de 600 a 650 metros de altitude nas áreas junto ao Rio São Francisco e de 650 a 782 no restante do município. O clima é o clima tropical típico, onde predominam áreas de relevo menos elevados. Existem basicamente duas estações no clima tropical: uma estação seca e uma estação chuvosa.
Segundo dados da estação meteorológica automática do Instituto Nacional de Meteorologia (INMET) no município, em operação desde junho de 2007, a menor temperatura registrada em Dores do Indaiá foi de 5,7 °C em 19 de maio de 2022 e a maior atingiu 39,7 °C em outubro de 2015, nos dias 15 e 16, seguido por 39,6 °C em 7 de outubro de 2020. O maior acumulado de precipitação em 24 horas chegou a 147,2 milímetros (mm) em 23 de janeiro de 2008. Na tarde de 12 de outubro de 2014 foi observado o menor índice de umidade relativa do ar, de 10%. A rajada de vento mais forte alcançou 25 m/s (90 km/h) em 3 de janeiro de 2009.
| Dados climatológicos para Dores do Indaiá                                                      | Dados climatológicos para Dores do Indaiá | Dados climatológicos para Dores do Indaiá | Dados climatológicos para Dores do Indaiá | Dados climatológicos para Dores do Indaiá | Dados climatológicos para Dores do Indaiá | Dados climatológicos para Dores do Indaiá | Dados climatológicos para Dores do Indaiá | Dados climatológicos para Dores do Indaiá | Dados climatológicos para Dores do Indaiá | Dados climatológicos para Dores do Indaiá | Dados climatológicos para Dores do Indaiá | Dados climatológicos para Dores do Indaiá | Dados climatológicos para Dores do Indaiá |
| Mês                                                                                            | Jan                                       | Fev                                       | Mar                                       | Abr                                       | Mai                                       | Jun                                       | Jul                                       | Ago                                       | Set                                       | Out                                       | Nov                                       | Dez                                       | Ano                                       |
| ---------------------------------------------------------------------------------------------- | ----------------------------------------- | ----------------------------------------- | ----------------------------------------- | ----------------------------------------- | ----------------------------------------- | ----------------------------------------- | ----------------------------------------- | ----------------------------------------- | ----------------------------------------- | ----------------------------------------- | ----------------------------------------- | ----------------------------------------- | ----------------------------------------- |
| Temperatura máxima recorde (°C)                                                                | 36                                        | 36,5                                      | 35,2                                      | 33,3                                      | 32,4                                      | 31,6                                      | 33,6                                      | 35,8                                      | 39,2                                      | 39,7                                      | 38,9                                      | 36                                        | 39,7                                      |
| Temperatura mínima recorde (°C)                                                                | 16,9                                      | 16,1                                      | 15,2                                      | 11,4                                      | 5,7                                       | 6,4                                       | 5,9                                       | 7,2                                       | 9,4                                       | 11,1                                      | 11,9                                      | 14,5                                      | 5,7                                       |
| Precipitação (mm)                                                                              | 290,6                                     | 200,7                                     | 159,7                                     | 64,3                                      | 37,2                                      | 14,5                                      | 13,4                                      | 12,5                                      | 45,9                                      | 117,5                                     | 183,4                                     | 273                                       | 1 412,7                                   |
| Fonte: EMBRAPA (médias de precipitação) e INMET (recordes de temperatura: 01/06/2007-presente) |                                           |                                           |                                           |                                           |                                           |                                           |                                           |                                           |                                           |                                           |                                           |                                           |                                           |

## Economia
Atualmente, as principais atividades econômicas de Dores do Indaiá são as atividades relacionadas ao comércio e serviço, como os serviços bancários, de supermercados, restaurantes e hotéis. Esses estabelecimentos se concentram na região central, principalmente na Avenida Francisco Campos e ao seu redor, sendo essenciais para o desenvolvimento econômico do município.
Outra atividade muito importante e tradicional no município é a atividade da pecuária, que se resume no uso do minifúndio (área menor que 12 alqueires de terra no estado de Minas Gerais), de pastagens de braquiária, de mão-de-obra pouco qualificada, além da utilização da pecuária extensiva leiteira. Já agricultura não é uma atividade abundante na região, se resumindo a culturas de subsistência e para o comércio local e regional, como por exemplo as culturas de milho, mandioca, de bananas, feijão e arroz.
Por último, a atividade industrial é pouco desenvolvida no município, essencialmente são indústrias de bens de consumo não duráveis, como a indústria têxtil, de calçados e de cosméticos e pequenas confecções.

## Infraestrutura
Dores do Indaiá possui um bom sistema médico hospitalar, tendo um hospital conveniado com o Sistema Único de Saúde e quatro postos de saúde.
POSTOS DE SAÚDE DA FAMÍLIA
PSF - I / São José;
PSF - II / São Sebastião;
PSF - III / Juiz de Fora;
Unidade Básica da Saúde Central;
O sistema educacional possui seis escolas de nível fundamental, sendo cinco públicas e uma particular; duas escolas de nível médio, uma escola pública e uma escola particular; além de uma escola de nível técnico, uma universidade à distância (UVMG) e uma faculdade presencial (FAPEDI).
INSTITUIÇÕES DE EDUCAÇÃO
Escola Municipal Benjamim Guimarães - Ensino: Infantil / Fundamental;
Escola Municipal Irmã Luiza de Marilac - Ensino: Infantil / Fundamental / EJA;
Escola Municipal Mestre Tonico - Ensino: Infantil / Fundamental / EJA;
Escola Estadual Doutor Zacarias - Ensino: Infantil / Fundamental;
Escola Estadual Francisco Campos - Ensino: Infantil / Fundamental / Médio / EJA;
Colégio Elysium - Pitágoras - Ensino: Médio / Pré Vestibular;
Escola Particular Dorense - Ensino: Infantil / Fundamental;
Instituto Educacional Maanaim - Ensino: Infantil / Fundamental;
Escola Olivier Vasconcelos Júnior - APAE - Ensino: Especial assistido.
O município também possui algumas organizações sociais, como a Associação dos Pais e Amigos dos Excepcionais (APAE), o Conselho Tutelar e o asilo municipal.
Quanto ao sistema de comunicação, ele é constituído por duas agências dos correios, duas rádios FM (Transativa e Multi FM) e uma rádio AM (Cultura), além da existência de uma empresa de telefonia fixa, quatro empresas de telefonia móvel e de internet banda larga e  de linha discada.
Com relação ao sistema de transportes, há uma linha de transporte coletivo, operando desde o início de 1997. Existem linhas intermunicipais diárias, fazendo a ligação de Dores do Indaiá com municípios vizinhos e com Belo Horizonte: Dores/Abaeté, via Quartel Geral; Dores/BH, via Luz; Dores/Divinópolis, via Luz; Moema, Perdigão e Araújos. Com menor freqüência, tem-se a linha Dores/Serra da Saudade via Estrela do Indaiá. Para outros Estados, há o percurso direto diário Abaeté/Dores/São Paulo. Foi inaugurada em 1988 uma estação rodoviária, que está localizado no bairro do Rosário. O município dispõe de um campo de pouso homologado, com pista cascalhada de 1.200 metros e 30 metros de largura.
No passado, o município foi atendido por transporte ferroviário pelo Ramal de Paracatu da Rede Mineira de Viação. O ramal que foi construído para chegar a cidade de Paracatu, nunca conseguiu chegar à tal localidade devido às condições demasiadamente rochosas do solo da região, operando entre 1922 e 1968, quando foi desativado e extinto. O município hoje conta sua antiga estação ferroviária e uma antiga parada de trens como atuais pontos turísticos. 
A CEMIG (Companhia Energética de Minas Gerais) é a concessionária que fornece energia elétrica para Dores. No que se refere ao saneamento básico, a COPASA é responsável pelos serviços de abastecimento de água desde 1991 e de tratamento de esgoto desde 1997. No começo de 2012, a coleta de lixo na cidade começou a ser seletiva, sendo recolhido três vezes por semana.
Atualmente o município possui um projeto de cidade inteligente em fase de implementação, em parceria com o IPGC. O projeto para o município conta com 3 frentes para execução: a cidade receberá lâmpadas de LED em 2.398 pontos, visando melhorar a qualidade da iluminação pública. Além disso, será implantada infraestrutura de telecomunicações, com 20 km de fibra óptica, 12 pontos com câmeras de videomonitoramento e 10 pontos de internet gratuita à população. O último serviço da PPP será a implantação, operação e manutenção de micro usina solar fotovoltaica com 200KWp de potência nominal.

## Cultura
Os hábitos da população estão essencialmente pautados no campo e na religião, e portanto, a Exposição Agropecuária de Dores do Indaiá (Expodores), que é realizada todo mês de julho no Parque de Exposições Sigefredo Costa e a Festa do Rosário, realizada todo mês de agosto homenageandoNossa Senhora do Rosário, Nossa Senhora das Dores, São Benedito e Santa Ifigênia, são os maiores eventos culturais e turísticos do município.
Pode-se destacar os casarões centenário da Praça Lacerda e das fazendas da cidade, os prédios da Escola Estadual "Francisco Campos", da Escola Estadual "Dr° Zacarias", da Igreja Matriz de Nossa Senhora das Dores, o Cristo do Alto da Capelinha e o Castelo Indaiá como os principais atrativos turísticos. Além disso, Dores do Indaiá é lugar onde nasceram importantes personalidades, como Francisco Campos, Emílio Guimarães Moura e Bolívar Lamounier, entre outros, que foram de suma importância no campo intelectual (literatura, artes) e político estadual e nacional.
No âmbito das políticas públicas de turismo, Dores do Indaiá integra o circuito turístico "Caminhos do Indaiá". Ele foi o 48° circuito de Minas Gerais e o 2° circuito da região Centro-Oeste de Minas e o primeiro da Mesorregião Central Mineira a ser certificado pela Secretaria do Estado de Turismo de Minas Gerais (SETUR-MG), sendo que essa certificação foi concedida em novembro de 2010, após o cumprimento de uma série de exigências da entidade. O circuito é formado por nove municípios da região centro-oeste: Bom Despacho, Cedro do Abaeté, Dores do Indaiá, Estrela do Indaiá, Luz, Matutina, Quartel Geral, Santa Rosa da Serra e Serra da Saudade. A sede do circuito se localiza no município de Dores do Indaiá.
CALENDÁRIO ANUAL DE EVENTOS
Fevereiro: CarnaDores;
Abril: Semana Santa, Cavalgada Para o Campo do Bolado(Realizada pela Comitiva Oito Segundos);
Maio: Motofest;
Junho: Festa Junina Regional;
Julho: Exposição Agropecuária de Dores do Indaiá (Expodores);
Agosto: Festa do Rosário;
Outubro: Aniversário da cidade e a Festa Caboclos do Sertão;
Dezembro: Réveillon no Castelo Indaiá.